# 조직도

샘플 군사 차트

조직도, 오거나이제이션 차트(organization chart)는 조직 구조과 관계, 그리고 상대적 순위, 직위/직장을 보여주는 다이어그램이다. 예를 들어 지식 분야나 언어 그룹의 각기 다른 요소를 표시하는 등을 위해 비슷한 다이어그램에 사용되기도 한다.

## 개요
조직도는 회사의 한 공무원과 다른 공무원 또는 다른 공무원의 관계를 그래픽으로 보여주는 다이어그램이다. 또한 한 부서와 다른 부서 또는 다른 부서와의 관계를 표시하거나 조직의 한 기능과 다른 부서 또는 다른 부서의 관계를 표시하는 데에도 사용된다. 이 차트는 제시된 그림을 통해 전체 조직을 시각화할 수 있다는 점에서 가치가 있다.
회사의 조직도는 일반적으로 조직 내 사람들 간의 관계를 보여준다. 이러한 관계에는 관리자와 하위 직원, 이사와 전무 이사, 다양한 부서의 최고 경영자 등이 포함될 수 있다. 조직도가 너무 커지면 조직 내의 별도 부서를 위해 더 작은 차트로 분할될 수 있다. 다양한 유형의 조직도에는 다음이 포함된다.
- 계층적
- 매트릭스
- 플랫(수평)

조직도 작성 시 주요 임원, 부서, 기능을 먼저 배치하거나 시트의 선두에 배치하고 그 아래에 순위를 매기는 것 외에는 허용되는 형식이 없다. 공무원의 직함과 때로는 이름이 상자나 원 안에 표시된다. 선은 일반적으로 한 공무원이나 부서와 다른 공무원 또는 부서의 관계를 표시하기 위해 한 상자나 원에서 다른 상자나 원으로 그려진다.

## 역사
스코틀랜드계 미국인 엔지니어 Daniel McCallum(1815~1878년)은 미국 비즈니스의 최초 조직도를 만드는데 기여했으며, 이 시기는 당시 1854년 즈음이었다. 조직도는 George Holt Henshaw가 그렸다.
조직도(organization chart)라는 용어는 21세기 초에 등장하기 시작했다.